# 埃利亚斯·马哈茂迪
埃利亚斯·马哈茂迪（法語：Elias Mahmoudi；1998年1月14日—）是法国-阿尔及利亚的泰拳运动员。他是前WPMF World61公斤级和WBC泰拳国际超羽量级冠军。在泰拳蝇量级的对抗賽中，埃利亚斯·马哈茂迪作为WPMF赛事的冠军，迎来ONE冠军赛的首秀，他的对手是日本选手小笠原裕典。